# Krzysztof Cegielski
Krzysztof Cegielski (ur. 3 września 1979 w Gorzowie Wielkopolskim) – polski żużlowiec, posiadający również brytyjską licencję.
Wielokrotny reprezentant Polski. Wychowanek Stali Gorzów. Tuż po uzyskaniu licencji żużlowej, w 1996 roku złamał na torze kość udową, przez co stracił swój pierwszy sezon startów. Już w 1998 roku regularnie punktował w rozgrywkach Ekstraligi żużlowej. Po nieudanym sezonie 1999 opuścił Stal Gorzów i przeniósł się do Gdańska. Występował w Wybrzeżu Gdańsk w latach 2000–2001; w 2001 poprowadził zespół do awansu do Ekstraligi. Klub opuścił w atmosferze skandalu ze względu na nieporozumienia finansowe z zarządem klubu, którego działania po rozwiązaniu umowy dążyły do nałożenia na zawodnika kary rocznego zawieszenia.
Cegielski rozważał starty z brytyjską licencją żużlową, ostatecznie doszedł do porozumienia z działaczami i przeszedł do pierwszoligowego Startu Gniezno, którego barwy reprezentował w latach 2002 i 2004.

## Życiorys

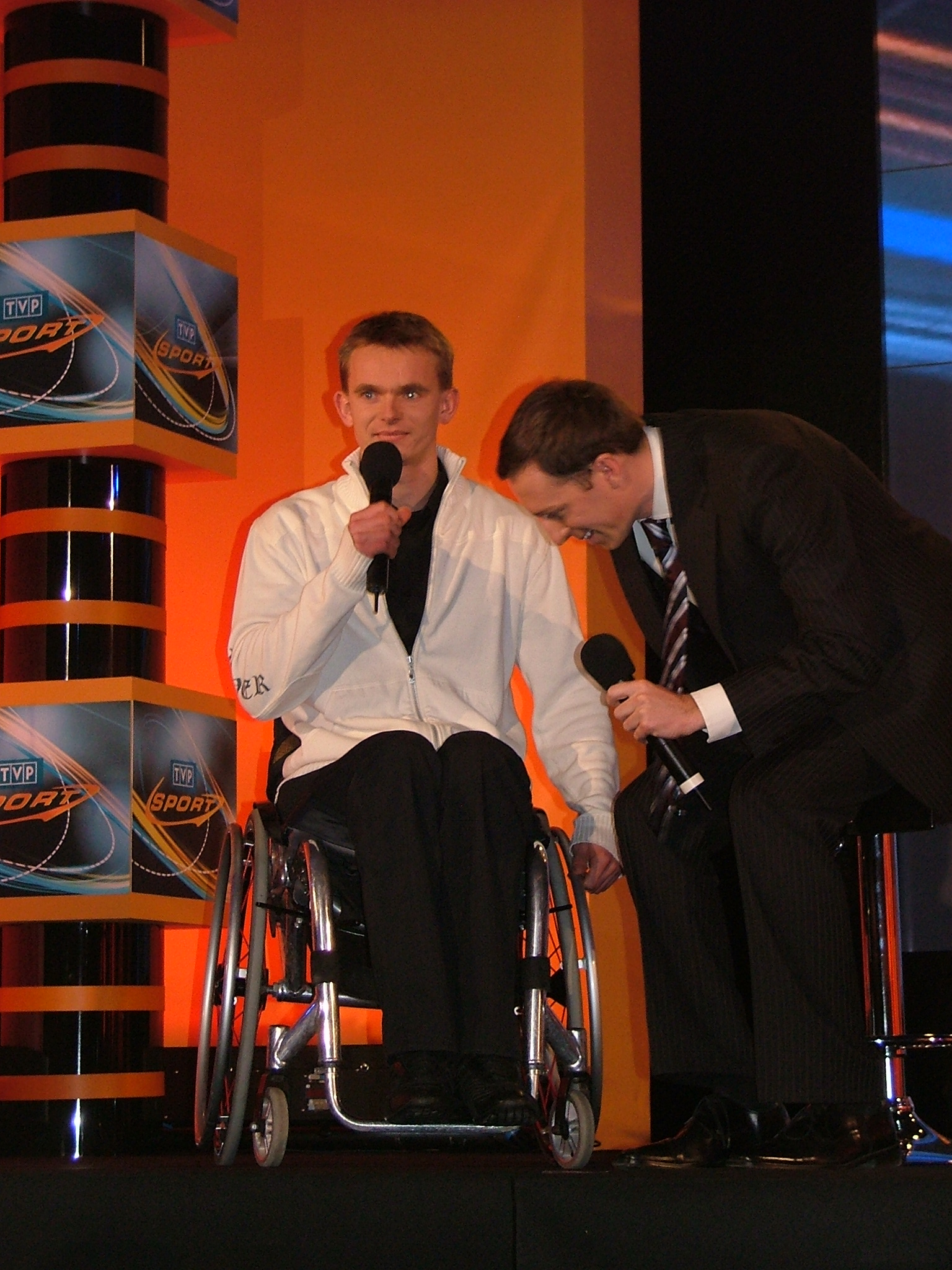
Krzysztof Cegielski, 11 grudnia 2007

Pierwszym sukcesem Cegielskiego było czwarte miejsce w mistrzostwach Europy juniorów w 1998 roku. Dziewiętnastolatek przegrał walkę o podium dopiero w dodatkowym biegu, w którym uległ Hansowi Andersenowi. W tym samym roku zajął drugie miejsca w Brązowym oraz Srebrnym Kasku. W 1999 roku został młodzieżowym wicemistrzem Polski, rok później na macierzystym torze w Gorzowie Wielkopolskim wywalczył wicemistrzostwo świata juniorów.
W 2001 wywalczył brązowy medal indywidualnych mistrzostw Europy seniorów, w tym samym roku reprezentował barwy Polski w Drużynowym Pucharze Świata, przyczyniając się do zdobycia srebrnego medalu. W 2002 został wicemistrzem Polski seniorów. W latach 2001–2003 regularnie startował w cyklu IMŚ Grand Prix, a także w prestiżowej lidze brytyjskiej w zespole Poole Pirates. Zaliczał się do najbardziej utytułowanych polskich żużlowców młodego pokolenia.
3 czerwca 2003 roku odbył się mecz ligi szwedzkiej Eliteserien: Elit Vetlanda – Rospiggarna Hallstavik. Przed ostatnimi biegami Cegielski kłócił się z menedżerem Vetlandy Bo Wirebrandem, który nie zamierzał wystawić zawodnika do biegów nominowanych. Cegielskiemu udało się ostatecznie przekonać trenera, który zrezygnował z udziału Wiesława Jagusia. W XV biegu na pierwszym łuku doszło do wypadku, podczas którego uderzył w bandę. W jego wyniku Cegielski doznał poważnego urazu kręgosłupa, uszkodzenia 12. kręgu (obrócił się on o 180°), miał także przebite płuco i złamane żebra. Przez około 10 lat w miejscach publicznych poruszał się na wózku inwalidzkim.
W 2009 został prezesem założonego rok wcześniej Stowarzyszenia Żużlowców "Metanol", reprezentującego polskich zawodników żużlowych.
W piątek 15 października 2010 r. na torze żużlowym w Krakowie ponownie wsiadł na motocykl i przejechał kilka okrążeń.
3 października 2011 w sali Multikina Ursynów Canal+ miała miejsce premiera filmu dokumentalnego „Przerwany sen” w reżyserii dziennikarza sportowego Grzegorza Milko do którego muzykę stworzył Stefan Machel. Od 8 października 2011 film jest emitowany przez stację Canal+.
Od około 2013 roku, dzięki intensywnej rehabilitacji, zaczął w miejscach publicznych poruszać się z pomocą balkonika.
W maju 2014 roku wziął ślub z koszykarką Wisły Kraków Justyną Żurowską.

## Starty w Grand Prix
| Sezon | Numer | 1     | 2     | 3     | 4     | 5     | 6     | 7     | 8      | 9   | 10    | Msc. | Pkt. |
| ----- | ----- | ----- | ----- | ----- | ----- | ----- | ----- | ----- | ------ | --- | ----- | ---- | ---- |
| 2001  | 23    | DEU   | GBR   | DNK   | CZE   | POL 5 | SWE   |       |        |     |       | 30   | 5    |
| 2002  | 22    | NOR 4 | POL 3 | GBR 1 | SVN 8 | SWE 6 | CZE 8 | SCA 8 | EUR 13 | DNK | AUS 4 | 16   | 55   |
| 2003  | 16    | EUR 8 | SWE 7 | GBR   | DNK   | SVN   | SCA   | CZE   | POL    | NOR |       | 24   | 15   |

| Statystyki        | Statystyki |
| ----------------- | ---------- |
| Starty            | 12         |
| Zwycięstwa        | 0          |
| Miejsca na podium | 0          |
| Finalista         | 0          |
| Punkty            | 75         |

## Drużynowe Mistrzostwa Polski
Źródło.
Legenda:      awans      spadek
| Sezon | Liga       | Klub                           | Miejsce | Mecze | Biegi | Punkty | Bonusy | Razem | Śr. bieg. | Zwycięzca ligi                   | Mistrz Polski                    |
| ----- | ---------- | ------------------------------ | ------- | ----- | ----- | ------ | ------ | ----- | --------- | -------------------------------- | -------------------------------- |
| 1996  | I Liga     | Stal Pergo Gorzów Wielkopolski | 4.      | 1     | 3     | 0      | 0      | 0     | 0,000     | Włókniarz Malma Częstochowa      | Włókniarz Malma Częstochowa      |
| 1997  | I Liga     | Pergo Gorzów Wielkopolski      | 2.      | 17    | 55    | 54     | 12     | 66    | 1,200     | Jutrzenka Polonia Bydgoszcz      | Jutrzenka Polonia Bydgoszcz      |
| 1998  | I Liga     | Pergo Gorzów Wielkopolski      | 8.      | 18    | 83    | 130    | 18     | 148   | 1,783     | Jutrzenka Polonia Bydgoszcz      | Jutrzenka Polonia Bydgoszcz      |
| 1999  | I Liga     | Pergo Gorzów Wielkopolski      | 6.      | 15    | 56    | 58     | 11     | 69    | 1,232     | Ludwik Polonia Piła              | Ludwik Polonia Piła              |
| 2000  | Ekstraliga | Lotos Wybrzeże Gdańsk          | 8.      | 20    | 99    | 129    | 17     | 146   | 1,475     | Polonia Bydgoszcz                | Polonia Bydgoszcz                |
| 2001  | I Liga     | Wybrzeże Gdańsk                | 1.      | 20    | 100   | 239    | 15     | 254   | 2,540     | –                                | Apator Adriana Toruń             |
| 2002  | I Liga     | Puls Start Gniezno             | 2.      | 15    | 71    | 173    | 7      | 180   | 2,535     | ZKŻ Quick Mix Zielona Góra       | Point S Polonia Bydgoszcz        |
| 2003  | Ekstraliga | Atlas Wrocław                  | 4.      | 8     | 39    | 68     | 6      | 74    | 1,897     | Top Secret Włókniarz Częstochowa | Top Secret Włókniarz Częstochowa |

Podsumowanie:
| Sezony | Mecze | Biegi | Pkt | Bonusy | Razem | Średnia/bg | Średnia/mc |
| ------ | ----- | ----- | --- | ------ | ----- | ---------- | ---------- |
| 8      | 114   | 506   | 851 | 86     | 937   | 1,852      | 8,219      |

## Osiągnięcia
| Osiągnięcia: |              |     |     |                        |       |
| Sezon        | Miasto       | Msc | Pkt | Biegi                  | Uwagi |
| 2001         | 6 turniejów  | 30  | 5   | (-,-,-,-,5,-)          |       |
| 2002         | 10 turniejów | 16  | 55  | (4,3,1,8,6,8,8,13,-,4) |       |
| 2003         | 9 turniejów  | 24  | 15  | (8,7,-,-,-,-,-,-,-)    |       |

| Osiągnięcia: | Osiągnięcia: | 1 raz •                    | 1 raz •                    | 1 raz •                    | 1 raz • |
| Sezon        | Miasto       | Msc                        | Pkt                        | Biegi                      | Uwagi   |
| 1997         | Mšeno        | odpadł w półfinale polskim | odpadł w półfinale polskim | odpadł w półfinale polskim |         |
| 1998         | Piła         | odpadł w finale polskim    | odpadł w finale polskim    | odpadł w finale polskim    |         |
| 1999         | Vojens       | odpadł w finale polskim    | odpadł w finale polskim    | odpadł w finale polskim    |         |
| 2000         | Gorzów Wlkp. | 2                          | 11+3                       | (3,2,w,3,3)+3              |         |

| Osiągnięcia: | Osiągnięcia: | 1 raz • | 1 raz • | 1 raz •     | 1 raz • |
| Sezon        | Miasto       | Msc     | Pkt     | Biegi       | Uwagi   |
| 2001         | Wrocław      | 2       | 11      | (2,2,1,2,4) |         |
| 2002         | Peterborough | 4       | 9       | (0,3,4,1,1) |         |

| Osiągnięcia: | Osiągnięcia:   | 1 raz • | 1 raz • | 1 raz • | 1 raz • |
| Sezon        | Miasto         | Msc     | Pkt     | Biegi   | Uwagi   |
| 2001         | Heusden-Zolder | 3       | b.d.    | b.d.    |         |

| Osiągnięcia: |        |     |      |       |       |
| Sezon        | Miasto | Msc | Pkt  | Biegi | Uwagi |
| 1998         | Krško  | 4   | b.d. | b.d.  |       |

| Osiągnięcia: | Osiągnięcia: | 1 raz • | 1 raz • | 1 raz • | 1 raz • |
| Sezon        | Miasto       | Msc     | Pkt     | Biegi   | Uwagi   |
| 2001         | Bydgoszcz    | 4       | 11      | b.d.    |         |
| 2002         | Toruń        | 2       | 10      | b.d.    |         |

| Osiągnięcia: | Osiągnięcia: | 1 raz • | 1 raz • | 1 raz • | 1 raz • |
| Sezon        | Miasto       | Msc     | Pkt     | Biegi   | Uwagi   |
| 1998         | Grudziądz    | 9       | 9       | b.d.    |         |
| 1999         | Gniezno      | 2       | 13+u    | b.d.    |         |
| 2000         | Gorzów Wlkp. | 5       | 11      | b.d.    |         |

| Osiągnięcia: | Osiągnięcia: | 1 raz • | 1 raz • | 1 raz • | 1 raz • |
| Sezon        | Miasto       | Msc     | Pkt     | Biegi   | Uwagi   |
| 1999         | Piła         | 1       | b.d.    | b.d.    |         |

| Osiągnięcia: | Osiągnięcia: | 1 raz • 1 raz • | 1 raz • 1 raz • | 1 raz • 1 raz • | 1 raz • 1 raz • |
| Sezon        | Miasto       | Msc             | Pkt             | Biegi           | Uwagi           |
| 1998         | Gorzów Wlkp. | 1               | 10              | 1,2,2,2,1,2     |                 |
| 2000         | Wrocław      | 2               | 6               | 2,0,2,1,1,0     |                 |

| Osiągnięcia: | Osiągnięcia: | 2 razy • | 2 razy • | 2 razy •      | 2 razy • |
| Sezon        | Miasto       | Msc      | Pkt      | Biegi         | Uwagi    |
| 1999         | Ostrów Wlkp. | 2        | 8        | (2,2,2,-,2,-) |          |
| 2000         | Piła         | 2        | 13       | (1,3,3,3,2,1) |          |

| Osiągnięcia: |         |     |     |       |       |
| Sezon        | Miasto  | Msc | Pkt | Biegi | Uwagi |
| 2001         | Wrocław | 7   | 7   | b.d.  |       |

| Osiągnięcia: | Osiągnięcia: | 1 raz • | 1 raz • | 1 raz • | 1 raz • |
| Sezon        | Miasto       | Msc     | Pkt     | Biegi   | Uwagi   |
| 1998         | Leszno       | 2       | 13      | b.d.    |         |
| 1999         | Grudziądz    | 9       | 7       | b.d.    |         |
| 2000         | Toruń        | 8       | 7       | b.d.    |         |

| Osiągnięcia: | Osiągnięcia: | 1 raz • | 1 raz • | 1 raz • | 1 raz • |
| Sezon        | Miasto       | Msc     | Pkt     | Biegi   | Uwagi   |
| 1997         | Piła         | 5       | 9       | b.d.    |         |
| 1998         | Ostrów Wlkp. | 2       | 13      | b.d.    |         |

## Inne ważniejsze osiągnięcia
| Osiągnięcia: | Osiągnięcia: | 9. miejsce (1998) | 9. miejsce (1998) | 9. miejsce (1998) | 9. miejsce (1998) |
| Sezon        | Miasto       | Msc               | Pkt               | Biegi             | Uwagi             |
| 1997         | Gorzów Wlkp. | rez               | 0                 | (0)               | Gorzów Wlkp.      |
| 1998         | Gorzów Wlkp. | 9                 | 8                 | (1,1,2,2,2)       | Gorzów Wlkp.      |

Memoriał Alfreda Smoczyka w Lesznie
- 2000 – 11. miejsce – 6 pkt → wyniki
- 2001 – 5. miejsce – 10 pkt → wyniki